# Украинский научно-исследовательский углехимический институт
Украинский государственный научно-исследовательский углехимический институт Министерства промышленной политики Украины (УВХИН) — одно из ведущих мировых научно-исследовательских учреждений в области углехимии и коксохимии.
Институт основан 4 июля 1930 г. в Харькове как первый в Советском Союзе научно-исследовательский центр коксохимической промышленности.
Основные направления деятельности: исследования в области термической переработки угля, улавливания и переработки продуктов коксования.
УВХИН издает «Углехимический журнал».

## Руководство
- Зашквара Василий Григорьевич (директор, 1947—1965)